# GL-117
GL-117 es un videojuego de simulación de vuelo y combate desarrollado con contenido libre.
 Se escribió durante el 2002 y el 2004 en el lenguaje de programación C++ y fue optimizado para las tarjetas gráficas NVidia. Dos años después, debido a los cambios introducidos en la programación de gráficos, tuvo que reescribirse el código del motor gráfico. Su creador abandonó el proyecto al dejar de ser estudiante, pero fue retomado por otros desarrolladores. Debido a su naturaleza de contenido libre, el proyecto invita a participar y colaborar en él de forma altruista. Se encuentra disponible en formato binario y en código fuente para las plataformas GNU/Linux MacOSX y Windows. 

## Presentación
Se presenta con cinco niveles predefinidos y cantidad de rangos de vista. Es controlable por medio de palanca de mandos, ratón y teclado. Incorpora música y efectos de sonido. Permite seleccionar distintos aviones de combate, así como armas y misiones. Hace uso de las bibliotecas OpenGL, GLU, GLUT y SDL. Para su ejecución se recomienda poseer una aceleradora gráfica 3D con al menos 128 megas de memoria RAM.